# بيتر فولي
بيتر فولي (بالإنجليزية: Peter Foley)‏ (10 سبتمبر 1956 في المملكة المتحدة - ) هو لاعب كرة قدم بريطاني في مركز الهجوم. شارك مع منتخب جمهورية أيرلندا تحت 21 سنة لكرة القدم. أما مع النوادي، فقد لعب مع أكسفورد يونايتد ونادي إكزتر سيتي ونادي غيلينغهام ونادي ألدرشوت ونادي بولوفا ‏ وأكسفورد سيتي وويتني تاون ‏.